# Barberenachampsa
Barberenachampsa é um género de Archosauromorpha Proterochampsidae do final do Triássico da Brasil. Recebeu este nome em homenagem a Mário Costa Barberena.

## Espécie
- Barberenachampsa nodosa, Barberena 1982. Tinha aproximadamente 3 metros de comprimento e pesava 250 Quilogramas. Era carnívoro e se alimentava de peixes. Viveu no Triássico Superior, e foi encontrado na Formação Santa Maria, Brasil.

## Refêrencias
- Fotos e desenhos
- Universidade de Pelotas.